# 소니 α3000
소니 α3000은 2013년 9월 11일 출시된  소니 E마운트 미러리스 렌즈 교환식 카메라이다. 기존의 E 마운트의 경량화와 A 마운트의 사용 편의성을 모두 갖춘 컨셉으로 개발되었다. 내부에 미러가 없으므로 DSLT와는 구별되어야 한다.
여타 상위 바디와 비교시 버튼이 미약하다. 촬영이미지 플레이버튼, 펑션버튼, 그리고 좌우상하 중앙버튼, LCD/뷰파인더 전환버튼 사용자버튼1 이 전부이다.
앞, 뒤 조그다이얼이 없고 좌우/상하 버튼으로 조리개와 셔터스피드 등 조정해야한다.
펑션버튼으로  주요 기능을 6개 할당할 수 있다. 좌우상하버튼으로 촬영시 빠르게  찿아갈수 있다.
가장 아쉬운것은 LCD 틸트 기능을 없다하더라도 촛점 확대기능이 없다. 수동렌즈나 수동촛점모드로 이용시에 소니미러리스가 가장 매력이 있게되는 촛점확대기능이 빠진것은 정말 아쉽다.
사용자버튼에 할당할 수 있을텐데 훰훼어 업그레이드나 소니의 노력이 부족한듯하다.
수동촛점으로 할 때 피킹기능은 넣어주어 빨간/흰/노란색을 할당하여 쓸수 있다.
크기는 알파비디 최소 크기인 a57 사이즈 정도이며 a 마운트 렌즈를 LAEA5 등 어댑터를 사용할때
미러리스 1세대의 콘트라스트방식으로 AF 작동하므로 2세대의 위상차 방식보다 상당히 AF 속도가 느리다. 실제  SAL 18-55 렌즈와 LAEA5 장학하고 AF 를 장착하여 보니 약 2초 정도 걸린다.
아무리 엔트리급 바디라도 이건 좀 아닌것 같다. 시장에서 외면받기 딱 좋은 포지션이다.
미러리스 이면서 엔트리급 바디와 모양이 흡사하고 무게와 크기가 비슷한것은 a3000 과 a3500뿐이다. 이 두바디는 사용자요구사항에 맞지 않아 2018 결국 사장에서 퇴출된 불우한 바디이다.
좌측에 유선릴리즈 장착할 수 있어 NEX7에서 아쉬웠던 타임랩스를 찍는데 유리한점이 있다. 또한 LCD/뷰파인더 변환버튼이 있어 밤에 타임랩스 장시간 찍을 때 LCD 빛을 차단하고 뷰파인더만 나오게 할 수 있다. 소니 16/2.8 렌즈 창착시 전체 무게가 470g 정도로 가볍다. 동영상은 FHD 촬영 가능하다.